# توماس سكوت بالدوين
توماس سكوت بالدوين (بالإنجليزية: Thomas Scott Baldwin)‏ هو قائد منطاد ‏ أمريكي، ولد في 30 يونيو 1854 في مقاطعة ماريون في الولايات المتحدة، وتوفي في 17 مايو 1923 في بوفالو في الولايات المتحدة.